# Duernes herre...
Duernes herre... er en dansk dokumentarfilm fra 1989 instrueret af Emah Angel, Søren Skjær og Lotta Petersson.

## Handling
Denne artikel mangler et handlingsreferat. Hjælp os med at skrive det.

## Medvirkende
- Emah Angel